# Jünnan
Jünnan (egyszerűsített kínai: 云南, hagyományos kínai: 雲南; pinjin: Yúnnán; IPA: [y̌nnǎn]) Kína egyik déli tartománya, amely Vietnámmal, Laosszal és Mianmarral határos.
Területe 394 000 km², amelynek csupán 6%-a alkalmas mezőgazdasági művelésre, és negyedrésze erdőség, a maradék pedig hegyvidék, amelyek magassága a nyugati vidékeken a 4000 métert is meghaladja. Fejlődését segítik ásványkincsei, turisztikai látványosságai és az ASEAN országokhoz való közelsége is. Lakossága 44 millió fő, akik között sok nemzetiségi található: Kína 55 nemzetiségből 20 fellelhető itt. Székhelye Kunming.
Kína részévé az elmúlt öt évszázadban vált szervesen, előtte független államok voltak területén. A mongol hódítók győzték le ezeket az államokat, és saját katonáikat telepítették le itt, akikkel együtt muzulmánok is érkeztek a területre. A mandzsu hódítás idején ezen a vidéken halt meg az utolsó Ming herceg. A Csing (Qing)-dinasztia igyekezett a területet szervesen bekapcsolni az ország életébe. A 20. század elején jelentős ásványkincsei miatt mind a britek, mind a franciák szemet vetettek rá, utóbbiak építették 1901 és 1910 között a Vietnamot Kunminggel összekötő vasútvonalat, amely 1966-ig a tartomány egyetlen vasútvonala volt. A hadurak korában Lung Jün (Long Yun) hadúr vonta az irányítása alá a területet, amely a második kínai–japán háborúban nem került japán kézre, így sokan menekültek ide és jelentős ipart is áttelepítettek.

## Népesség
| 2015 | 47 420 000 |
| 2020 | 47 209 277 |